# Insurecția de la 10 august 1792
Ziua de 10 august 1792, zi decisivă pentru Revoluția Franceză, a fost, după cea de 14 iulie 1789, cea mai importantă din perioada revoluționară. Mare parte din istorici consideră această insurecție a fi a doua revoluție. Pregătirea acestei zile, plină de consecințe pentru viitorul Franței și al revoluției, a fost organizată și pusă în aplicare de către Comuna insurecțională din Paris și de către secțiunile revoluționare pariziene; după mai multe asalturi, poporul a cucerit palatul Tuileries, centrul puterii executive. Dar a fost și prima oară, de la începutul Revoluției, când acțiunile revoluționare au fost îndreptate în egală măsură împotriva Adunării Naționale. Această zi revoluționară a consemnat prăbușirea monarhiei constituționale. Pregătirea sa este prea complexă pentru ca responsabilitatea sa să poată fi atribuită unei singure persoane sau facțiuni.
Acesta a fost și începutul primei Terori, al cărei punct culminant au fost Masacrele din Septembrie. Această primă perioadă avea să se încheie cu reuniunea primei sesiuni a Convenției Naționale la 20 septembrie 1792 și cu victoria de la Valmy, obținută în aceeași zi și aflată la Paris a doua zi.
Această insurecție și consecințele ei sunt denumite de istoricii Revoluției Franceze prin sintagma „10 august”; alte denumiri sunt „ziua de 10 august”, „căderea palatului Tuileries”, „insurecția din 10 august” sau „masacrul din 10 august”.

## Contextul

### Situația monarhiei
Deja, la întrunirea Stărilor Generale la 5 mai 1789, Ludovic al XVI-lea, care beneficia de popularitate și de respect în rândurile supușilor săi, a dezamăgit pe reprezentații stării a treia, dovedindu-și incapacitatea de a înțelege și de a urmări importanța schimbărilor care aveau loc în regatul său. Sosirea la Versailles a poporului din Paris în ziua de 5 octombrie 1789, pentru a readuce familia regală la palatul Tuileries unde ea va trăi din acel moment sub supravegherea acestora, a afectat profund și pe termen lung prestigiul monarhiei.
După dezastruoasa fugă la Varennes din 20 iunie 1791, care a constituit unul din importantele evenimente ale Revoluției, la Tuileries s-a reinstalat o monarhie sub tutelă, total discreditată, care nu mai inspira poporului niciun respect, și care nu a mai regăsit puterea decât prin voința deputaților constituționali și regaliști din Adunarea Constituantă, dintre care s-a remarcat triumviratul: Barnave, Alexandre de Lameth, Adrien Duport, precum și la Rochefoucauld și La Fayette.
Din acest moment, Ludovic al XVI-lea, care nu a acceptat niciodată pierderea puterilor sale absolute, nu a mai crezut că le va putea recuceri și că își va putea reinstaura autoritatea decât cu ajutorul armatelor principilor și monarhilor străini împotriva Revoluției, trădându-și încă o dată jurământul de loialitate față de națiune. În mai puțin de un an, regele, ezitant, nehotărât, prost sfătuit, va lăsa evenimentele să curgă, ruinându-și ultimele șanse care i-ar fi permis să-și salveze tronul.

### Acțiunile parlamentare
De la începutul anului 1792, Franța intrase în primul său război revoluționar. În aprilie, eveniment fără precedent, regele a format un guvern cu girondinii. La 20 aprilie 1792, s-a declarat război Austriei.
Primele bătălii au fost un dezastru pentru Franța, iar Prusia s-a alăturat Austriei într-o alianță împotriva Franței. La început, întârzierea necesară pregătirilor a permis Franței să-și strângă o armată.
La acea dată, Revoluția era în curs de radicalizare. Adunarea legislativă a adoptat o serie de decrete, în special împotriva „clericilor refractari”, care refuzau să se supună Constituției Civile a Clerului, ceea ce a declanșat, la începutul lui iunie, un conflict între Ludovic al XVI-lea și miniștrii săi girondini. Când regele a pus la cale formarea unui nou guvern cu Feuillanții, monarhiștii constituționali moderați, prăpastia dintre rege și mare parte din liderii Adunării s-a lărgit, ca și cea între rege și poporul parizian.
La 20 iunie, mulțimea înarmată a invadat sala Adunării Legislative și apartamentele regale de la Tuileries, dar nu s-a îndreptat împotriva regelui. Eșecul insurecției a provocat o mișcare de simpatie față de rege. La Fayette a încercat să profite de ocazie pentru a pune capăt conflictului intern din Paris, dar poporul, deputații și Curtea l-au bănuit că acționează doar în scopul ambițiilor personale.
O ultimă propunere a girondinilor a fost refuzată și Feuilanții s-au prăbușit. Girondinii au efectuat și ei o schimbare de poziție spre stânga, unindu-se cu cei pregătiți să recurgă la forță pentru a răsturna monarhia. Într-un discurs adresat Adunării, Pierre Victurnien Vergniaud s-a adresat direct regelui prin întrebări retorice: „Constituția vă dă dreptul să alegeți miniștrii pentru binele nostru sau pentru ruinarea noastră?” Brissot a fost și mai direct: „Vă spun că a lovi în curtea de la Tuileries înseamnă a lovi în toți acei preoți cu o singură lovitură. Vi se spune să îi urmăriți peste tot pe intriganți, pe conspiratori, pe certăreți; iar eu vă spun că toți vor dispărea dacă loviți în cabinetul de la Tuileries, căci acest cabinet este locul unde duc toate firele, unde se fac toate manevrele și de unde pleacă toate impulsurile. Națiunea este jucăria acestui cabinet, adică a acestor câțiva intriganți care îl domină; iată secretul situației noastre, iată izvorul răului, iată unde trebuie dată soluția, o soluție viguroasă.”

## „Patria în pericol”

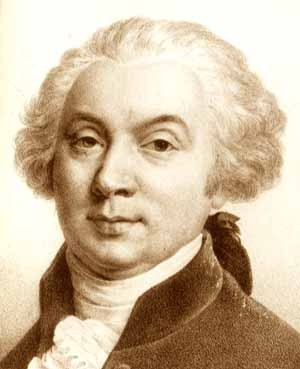
Jérôme Pétion de Villeneuve

La 5 iulie, Adunarea a declarat patria „în pericol”. Toți cetățenii capabili să poarte arme și să se înroleze în Garda națională au fost activați. Celor care nu-și puteau procura arme li s-au dat sulițe, iar în spațiile publice s-au pus drapele și pancarte inscripționate: „Citoyens! La Patrie est en danger!” („Cetățeni! Patria este în pericol!”) La 14 iulie (a treia aniversare a căderii Bastiliei), s-au organizat festivități patriotice. Pétion, demis din funcția de primar al Parisului ca urmare a comportamentului său în timpul evenimentelor din 20 iunie, și-a reluat atribuțiile. Grenadierii monarhiști-constituționaliști din batalionul Filles-Saint-Thomas s-au ciocnit cu federații din Marsilia, dar acesta a fost ultimul act de rezistență al facțiunii monarhiste moderate. Clubul Feuillanților, companiile de grenadieri și vânători ai Gărzii Naționale care alcătuiau forța burgheziei au fost dizolvate.
Între timp, armatele aliate austro-prusace s-au desfășurat de-a lungul frontierelor. Mare parte din soldații „constituționaliști” (monarhiști), împreună cu o parte din gărzile elvețiene, au rămas în Paris. În același moment, Garda Națională, formată din noua clasă de mijloc, a permis recrutări din rândul claselor celor mai de jos. Declarația ducelui de Brunswick, ofițer prusac, din 25 iulie 1792, prin care anunța că Aliații vor pătrunde în Franța pentru a restaura autoritatea regală, vor executa pe oricine ar aduce cel mai mic afront regelui, a fost făcută cunoscută la Paris la 1 august și a agitat pe revoluționari și republicani.

## Drumul spre insurecție

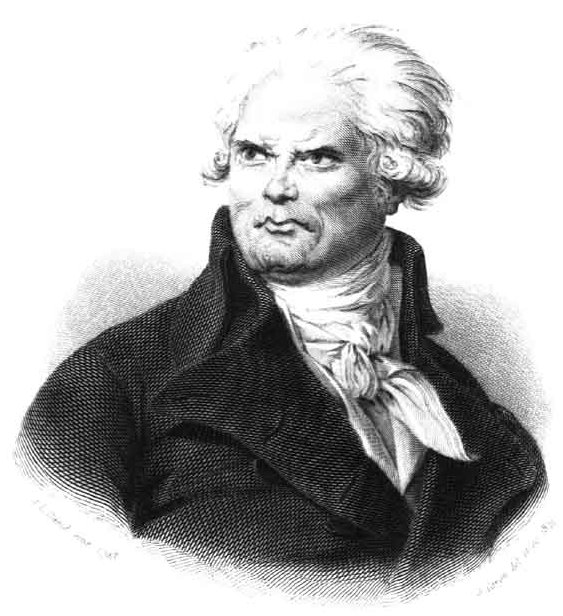
Georges Jacques Danton

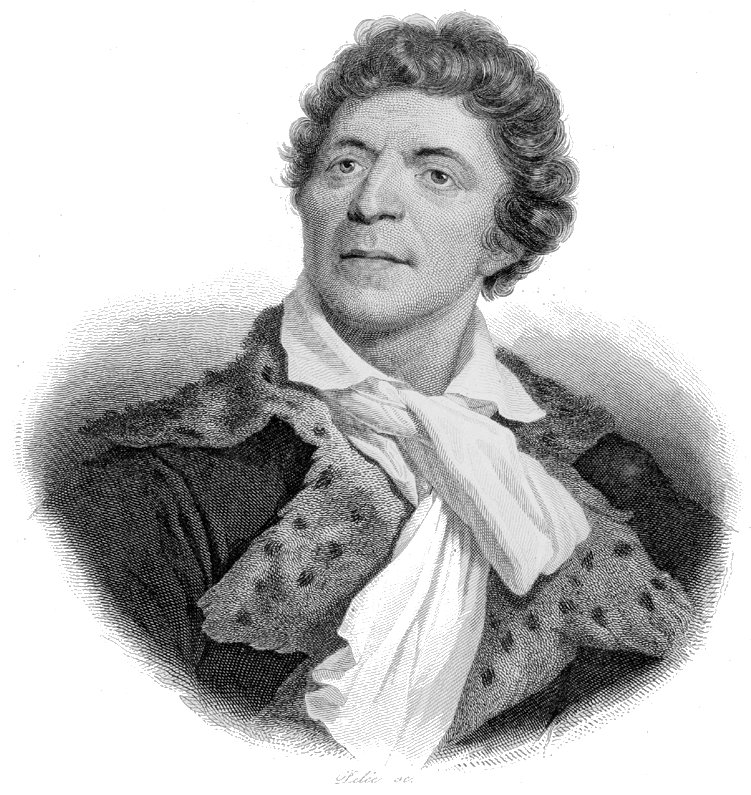
Jean-Paul Marat

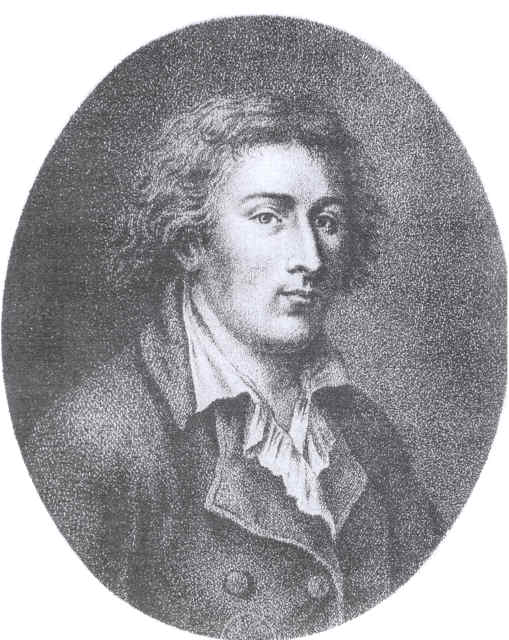
Antoine Chrysostome Quatremère de Quincy

Marea personalitate a acestei noi revoluții a fost Georges Danton, un avocat în vârstă de 32 de ani, care nu a fost membru al Adunării, dar a condus clubul Cordelierilor, una din multiplele grupări republicane, și care avea mare priză la parizieni. Danton, împreună cu prietenii și aliații lui — Maximilien de Robespierre, Camille Desmoulins, Fabre d'Églantine, Jean-Paul Marat, printre alții — au profitat în acțiunile lor și de teama de invazia străină.
Voluntarii și federații soseau fără încetare în Paris și, în timp ce mulți dintre ei doreau să se înroleze în armată, iacobinii i-au primit doar pe cei invitați de ei, circa 500 de marsiliezi primiți de girondinul Barbaroux. François Mignet scria că „proiectul lor a fost lansat și suspendat de mai multe ori. La 26 iulie, a fost înăbușită în fașă o insurecție; dar ea era artificială, iar Pétion o anticipase. Când au sosit federații din Marsilia, pe drumul dinspre tabăra lor de la Soissons, s-au întâlnit cu ei în faubourguri, și au văzut, inevitabil, castelul. Atunci putea începe insurecția.” S-a hotărât atunci să se dea lovitura decisivă în ziua de 10 august.
Cluburile politice discutau fățiș despre detronarea regelui, și la 3 august, Pétion a vorbit în fața adunării, cerând sfârșitul monarhiei în numele comunei și al secțiunilor. La 8 august s-a discutat punerea sub acuzare a lui La Fayette. El a fost achitat, dar (cum afirmă François Mignet), „toți cei care au votat pentru el au fost fluierați urmăriți și maltratați de popor la închiderea ședinței”, mai ales Vincent-Marie Viénot de Vaublanc și Quatremère de Quincy. Această hărțuire a fost însoțită de amenințări cu moartea sau cu invadarea domiciliului. Étienne de Joly, ministrul justiției, a scris președintelui Adunării: „am denunțat aceste atacuri la curtea penală; dar legea este impotentă, iar eu sunt obligat de onoare și de probitate să vă informez că fără ajutorul prompt al corpului legislativ, guvernul nu va mai putea fi responsabil mult timp.”

## Insurecția
Poporul nu a mai vrut să aștepte rezultatul ultimei propuneri a lui Pétion pe cale legislativă. Secțiunea Quinze-vingts a declarat la 9 august că, dacă nu se pronunță detronarea în aceeași zi, atunci la miezul nopții vor bate clopotele și vor ataca reședința regală de la Tuileries. Toate cele patruzeci și opt de secțiuni din Paris, cu excepția uneia, i-au urmat exemplul. Pétion a informat Adunarea Legislativă că secțiunile și-au „reluat suveranitatea” și că nu mai există altă putere asupra poporului decât cea a persuasiunii.
În noaptea de 9 august, o nouă comună revoluționară a ocupat Hôtel de ville din Paris, unde-și avea sediul guvernul. Planul iacobinilor din Adunare, susținut și de armata federaților, era cel de a dizolva departamentul Paris, de a-l demite pe Pétion, de a institui o comună insurecțională (un guvern municipal) și de a lua cu asalt palatul Tuileries.

### Comitetul provizoriu

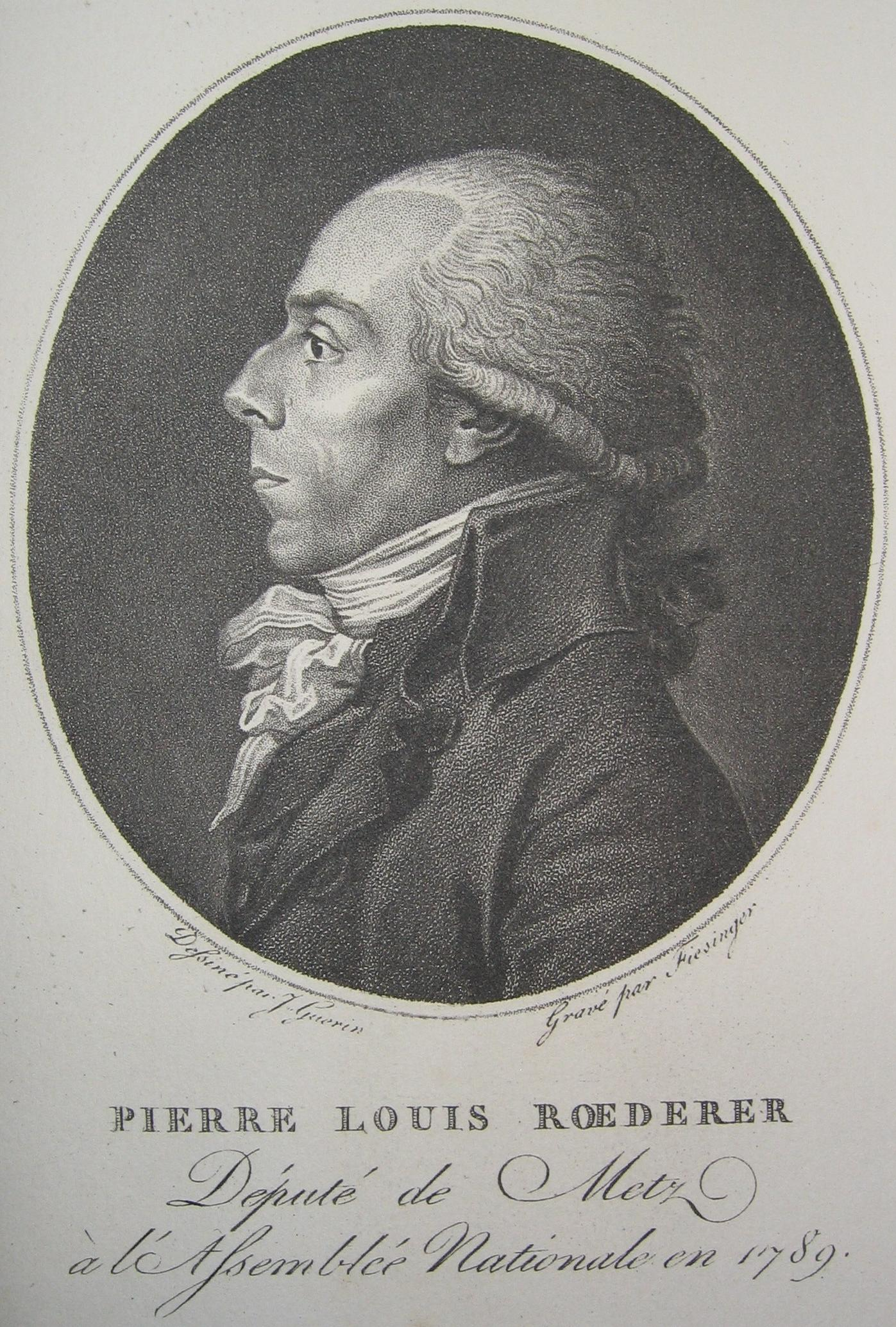
Pierre-Louis Roederer

La miezul nopții, au bătut clopotele. Insurgenții au format un comitet provizoriu al Comunei, care a condis insurecția de la Hôtel de Ville. Pétion se afla la Tuileries, unde a fost convocat de rege, care dorea să se asigure de situația Parisului, și a primit autorizarea de a răspunde la forță cu forță.
O parte din membrii Adunării, treziți de clopote, au deschis o ședință de urgență prezidată de Vergniaud. Aflând că Pétion este la Tuileries, ei au crezut că a fost arestat și au vrut să încerce să-l elibereze. Ei i-au cerut, ca și regele puțin mai devreme, să îi informeze cu privire la situația din Paris. O delegație de la Hôtel de Ville s-a informat despre el în numele Adunării, bănuind că este prizonier la Tuileries. El a plecat împreună cu delegația și a devenit de fapt prizonier al comunei insurecționale, sub paza a trei sute de oameni. 
Noua comună i-a cerut apoi marchizului de Mandat, comandant al Gărzii Naționale, să apere palatul Tuileries. Neștiind nimic despre schimbarea de regim de la Hôtel de Ville, el a executat ordinul. A fost apoi acuzat că ar fi autorizat soldații să tragă în popor. În timp ce era trimis la abație, mulțimea l-a ucis când a plecat din Hôtel de Ville. Comuna l-a numit imediat la comanda Gărzii pe Santerre.
Pierre-Louis Roederer, grefier al departamentului Paris, și-a petrecut noaptea la Tuileries. Se știa de pregătirile iacobinilor, și astfel s-au luat mai multe măsuri de apărare. Chronique des Cinquante jours de Roederer relatează că, spre orele patru dimineața, regina Maria Antoaneta l-a chemat și l-a prevenit că regele și familia regală doresc să se refugieze la Adunarea Legislativă: „Propuneți, spuse Dubouchage, să-l dăm pe rege pe mâna dușmanilor lui”. Roederer a remarcat atunci că doar cu două zile în urmă, două treimi din Adunare s-au pronunțat în favoarea lui La Fayette, și a susținut că planul său este cel mai puțin periculos. Regina a hotărât totuși să reziste cu forța, iar Roederer a fost de acord.
Lachesnaye, care comanda trupele în absența lui Mandat, a spus că trupele Gărzii Naționale sunt gata de apărare, dar a protestat contra prezenței aristocraților „neregulați”. Mandat o sfătuise în van pe regină să nu-i mai păstreze pe acești gentilomi, argumentând că prezența lor descurajează zelul trupelor constituționale regulate. Ca și Mandat înaintea sa, Lachesnaye a fost contrazis de regină: „Eu răspund de toți aceia; ei vor înainta primii sau ultimii, așa cum doriți; sunt pregătiți de tot ce e necesar; sunt oameni siguri”. Joly și Champion au fost trimiși la Adunare pentru a se informa de pericol și pentru a solicita ajutorul Adunării și al comisarilor.
Trecerea în revistă a trupelor de către rege la orele cinci dimineața a demonstrat că acesta nu putea conta pe toți cei care oficial trebuia să-l protejeze. Au răsunat strigăte „trăiască regele!” amestecate cu cele de „trăiască patria!” și „trăiască Pétion!”. Batalioanele înarmate cu sulițe erau ostile fățiș, strigând „jos cu veto!” și „jos trădătorul!”. Când a intrat Ludovic al XVI-lea, acestea și-au părăsit pozițiile și s-au plasat aproape de Pont Royal și și-au îndreptat tunurile către palat. Două alte batalioane, care staționau în curte, le-au imitat și s-au poziționat în place du Carrousel pe poziții de atac.

### Marșul asupra palatului Tuileries
Între timp, insurgenții au forțat intrarea în arsenal, s-au înarmat și au înaintat în mai multe coloane. Coloana de 15.000 de persoane din faubourg Saint-Antoine pe malul drept și coloana de 5.000 de insurgenți din faubourg Saint-Marceau pe cel stâng au început înaintarea la orele șase; numărul lor creștea pe măsură ce înaintau. Artileriștii s-au poziționat pe Pont-Neuf cu consemn din partea departamentului să împiedice joncțiunea acestor coloane, dar Manuel, grefierul orașului, le-a cerut să se replieze și astfel calea a devenit liberă.
Devreme în dimineața de 10 august, insurgenții au ajuns la Tuileries. Avangarda faubourgurilor, formată din federații marsiliezi și bretoni s-a desfășurat pe Carrousel, întorcând tunurile spre palat. Joly și Champion s-au întors de la Adunare, considerând că cei șaizeci sau optzeci de membri prezenți nu sunt destul de numeroși și că propunerea lor nu a fost auzită.
Membrii „departamentului”, trimiși de Roederer, șeful departamentului, s-au prezentat ei înșiși în fața mulțimii, spunând că o mulțime atât de mare nu poate ajunge la rege sau în fața Adunării Naționale, și sfătuindu-i să trimită douăzeci de reprezentanți cu cererile lor. Nu au fost ascultați. Mulțimea s-a întors către Garda Națională, care și-a amintit de articolul de lege care îi cerea să răspundă la forță cu forța în caz de atac. O mică parte a Gărzii Naționale părea dispusă să acționeze astfel; o salvă de tun a fost singurul răspuns al artileriei. Roederer, văzând că insurgenții ies victorioși, câștigă teren și sunt numeroși, s-a întors grăbit la palat.
În afară de câțiva aristocrați înarmați și mai mulți membri ai Gărzii Naționale (inclusiv ofițerii recent demisionați), palatul era protejat de gărzile elvețiene, în jur de 950 de oameni. Doar o companie a acestor gărzi era în mod normal staționată la Tuileries, dar revenirea regimentului (mai puțin un detașament de 300 de oameni rămași să escorteze un convoi de cereale în Normandia cu câteva zile în urmă) îi consemnase în cazărmi pe aceștia în noaptea de 9–10 august. Totuși, plecarea lui Mandat și numeroasele decese afectaseră situația. Garda Națională dorea probabil (așa cum prevedea acordul cu Mignet) să respecte ordinele lui Mandat de a face uz de forță împotriva mulțimii formată din gărzi provinciale și parizieni, dar s-au găsit ei înșiși de partea nobililor și regaliștilor fără un comandament propriu și s-au răspândit sau au fraternizat cu insurgenții.

## Fuga regelui la Adunarea Națională
Encyclopædia Britannica din 1911 afirmă că fără Garda Națională, diferența de forțe nu era atât de mare încât rezistența să fie disperată, dar că Ludovic al XVI-lea s-a lăsat convins să se retragă sub protecția Adunării.
Deputatul Vincent-Marie Viénot de Vaublanc relatează în memoriile sale sosirea regelui la Adunarea Legislativă:
| “ | Cu un moment înainte de intrarea regelui, deputații care stăteau în extremitatea stângă au observat bărbați în uniforme gata să intre în sală prin partea pe care o observau; ei s-au ridicat și (...) au strigat că niciun militar nu are voie să intre. Dl. Roederer a ieșit la bară, a cerut să intre gărzile naționale care îl însoțeau pe rege, pentru a-i facilita trecerea. Adunarea este în cea mai mare agitație. (...) În sfârșit, un grenadier (...), intră ținându-l în brațe pe Delfin și în lasă jos (...) pe biroul secretarilor. Tânărul prinț (...) n-auzea nimic altceva decât cele mai vii aplauze. (...) Regina intră cu multă demnitate. Un ministru i-a întins mâna. Doamna și Doamna Élisabeth erau cu ea. Ele s-au așezat în banca miniștrilor (...) A apărut regele și toți ochii s-au îndreptat către el. Era îmbrăcat într-un veșmânt de mătase violet, deoarece purta doliu. Așezat alături de președinte, el a vorbit: «Am venit aici pentru a evita o mare crimă și mă voi considera mereu în siguranță cu familia mea în mijlocul reprezentanților națiunii.» Aceste cuvinte au fost urmat de vii aplauze. El a adăugat: «Aici îmi voi petrece ziua.» (...) Guadet, care prezida lucrările în acel moment, i-a răspuns: «Adunarea Națională își cunoaște datoria. Ea consideră că una din îndatoririle ei cele mai scumpe este păstrarea tuturor autorităților constituite. Ea va rămâne fermă pe poziție. Cu toții știm să murim. | ” |

### Asaltul asupra palatului Tuileries

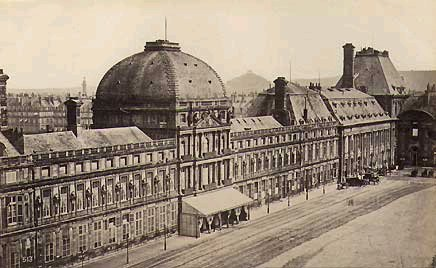
Palatul Tuileries văzut dinspre Luvru

Câtiva insurgenți au înaintat fără ostilitate, iar gărzile elvețiene au aruncat câteva cartușe pe fereastră în semn de ofertă de pace. Totuși, s-a deschis focul, fără a se ști din care parte s-a tras prima oară, și nici dacă intenționat. Garda elvețiană, un regiment profesionist și disciplinat (format aproape în întregime din mercenari cu tradiție în serviciul monarhiei franceze) din vechea armată regală, era în avantaj, dar a fost depășită numeric de forțele inamice, susținute de artilerie. Înaintând din curtea din fața palatului, elvețienii au fost flancați de la galeria Luvrului și s-au retras la intrarea principală a palatului.
Garda națională a insurgenților s-a adunat și a reluat atacul. Regele trimisese o notă (păstrată până astăzi) prin care ordona elvețienilor să înceteze focul și să se retragă în cazărmi. Ofițerii elvețienilor au considerat însă inutil un asemenea ordin în mijlocul unor lupte grele și nu s-au supus imediat ordinului.

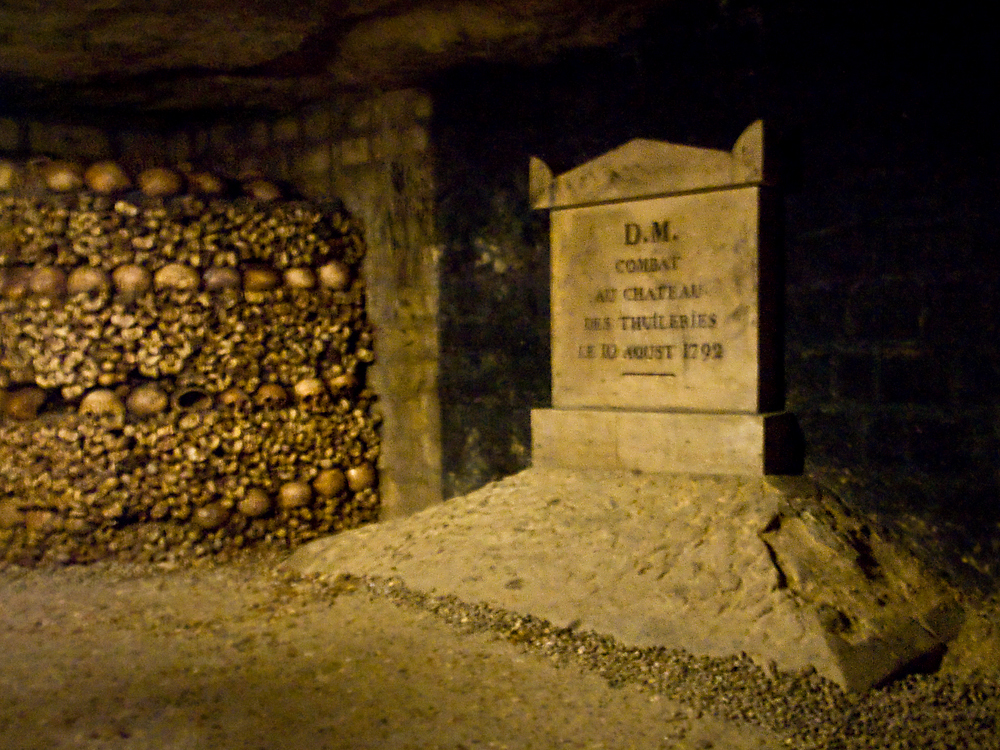
Placă comemorativă în Catacombele Parisului, unde sunt înmormântate numeroasele victime.

Poziția gărzii a devenit însă din ce în ce mai greu de păstrat, munițiile epuizându-se și pierderile acumulându-se. Nota regelui a fost atunci executată și s-a ordonat apărătorilor să înceteze lupta. Corpul principal al gărzilor elvețiene a bătut în retragere de-a lungul palatului și s-a retras peste grădină în spatele clădirii. În acel moment, ei erau depășiți numeric, în preajma fântânii centrale și fărâmițați în mai multe grupuri. Gărzile elvețiene rămase în palat au fost urmărite și ucise, ca și un anumit număr de curtezani care n-au reușit să se amestece în mulțime.
Dintre cele 950 de gărzi elvețiene prezente la Tuileries, circa 600 au murit în luptă, sau în timp ce se predau atacatorilor, furioși din cauza focurilor de armă trase asupra mulțimii și pe care le puneau pe seama gărzilor. Circa 60 au fost luați prizonieri la Hôtel de Ville și au fost masacrați acolo. Alții au murit în închisoare în urma rănilor sau au fost omorâți în masacrele din septembrie. Circa o sută de gărzi au supraviețuit. Nobilii înarmați, în număr de aproximativ 200, au trecut neobservați, în haine civile și au reușit în mare parte să scape în confuzia creată.

## Cereri pentru detronarea regelui

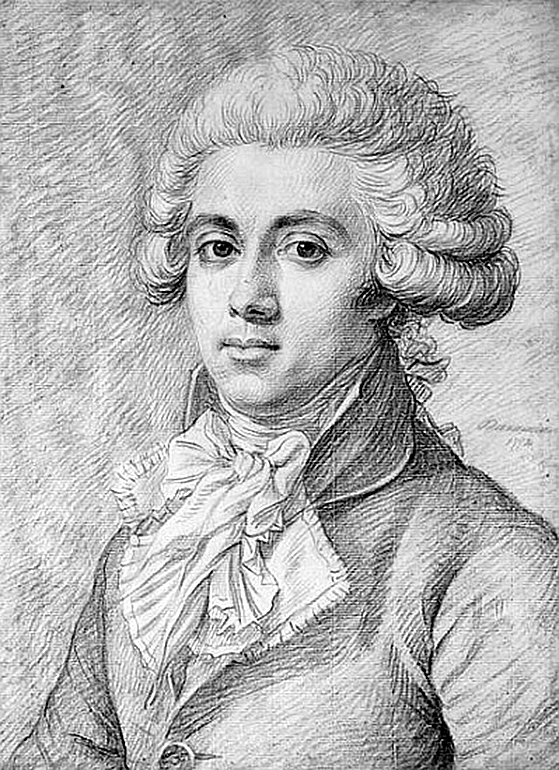
Pierre Victurnien Vergniaud

La sosirea insurgenților victorioși, Adunarea a emis o proclamație prin care cerea poporului să respecte justiția, magistrații, drepturile omului, libertatea și egalitatea. Dar mulțimea și liderii ei aveau toată puterea în mâinile lor, și erau hotărâți să o folosească. Noua administrație a orașului a venit să-și prea autoritatea, în frunte cu trei pancarte pe care scria „Patrie, libertate, egalitate”. S-a cerut detronarea regelui și instituirea unei Convenții Naționale.
Un rest al Adunării Legislative, majoritar iacobină, s-a simțit obligată să cedeze, fără a-și asuma răspunderea detronării regelui. În schimb, la inițiativa lui Vergniaud, ei au votat în unanimitate convocarea Convenției cerute, revocarea miniștrilor și suspendarea (nu detronarea) regelui.
S-a înființat un consiliu executiv ad hoc. Circa patru mii de preoți care refuzau să depună jurământul au fost exilați. Membrii comisiei au fost trimiși la armată pentru a se asigura de colaborarea ei. Ludovic al XVI-lea, mai întâi mutat forțat la palatul Luxembourg, a fost transferat ca prizonier la Tour du Temple, de către comuna cu putere absolută, cu justificarea securității regelui.

## Urmări
Sfârșitul monarhiei și înlocuirea Adunării legislative cu Convenția au fost urmate de șase săptămâni de instabilitate politică. În această perioadă, comuna pariziană insurgentă a concentrat o putere mai mare decât cea a Adunării. Ea a cerut și a primit în custodie familia regală și a obținut putere nelimitată de a efectua arestări. Ea nu s-a opus Masacrelor din Septembrie în timpul cărora 1200–1400 de persoane arestate au fost ucise în închisori.
Consiliul executiv ad hoc al Adunării nu avea statut juridic și nici accepțiunea opiniei publice. La Fayette, în fața refuzului trupelor sale de a-l urma în apărarea Constituției din 1791, a ales să dezerteze și a fost luat prizonier de austrieci.
Alegerile pentru Convenție s-au făcut cu vot universal, dar participarea a fost scăzută, din cauza presiunilor și intimidărilor: în funcție de regiune, prezența la vot a fost de 10–25%, variind de la o regiune la alta. Mai mulți deputați ai Adunării naționale constituante și ai celei legislative de l'Assemblée nationale constituante au fost realeși. Convenția s-a reunit la 20 septembrie și a devenit de facto noul guvern al Franței. Una dintre primele sale măsuri a fost abolirea monarhiei.
Mignet scria că 10 august „a marcat... o insurecție a celor mulți contra clasei de mijloc și monarhiei constituționale, așa cum Căderea Bastiliei a fost insurecția clasei de mijloc contra clasei privilegiate și contra puterii absolute a Coroanei. A început perioada dictatorială și arbitrară a Revoluției... Natura chestiunii a fost cu totul schimbată; nu mai era vorba de grija pentru libertate, ci de securitatea publică; iar perioada Convenției, de la sfârșitul Constituției din 1791, până când Constituția din anul III a înființat Directoratul, a fost doar o lungă campanie a Revoluției contra partidelor și contra Europei”.

## Legături externe
- en  Documentul prin care Adunarea Națională l-a detronat pe regele Ludovic al XVI-lea, tradus în engleză.